# Боби Робсън
Сър Робърт Уилям Робсън (на английски: Sir Robert William Robson), по-известен като Сър Боби Робсън, е бивш футболист и бивш ръководител на редица европейски клубове.
Роден в село Сакристън, окръг Дърам, Робърт е четвъртият от петимата синове на Филип и Лилиън Робсън. Той е само на няколко месеца, когато семейството му се мести в близкото село до Ленгли Парк, където баща му е миньор.
Започва да играе футбол на 11-годишна възраст в събота, а през останалото време от седмицата работи като електротехник. Талантът му е забелязан и през през май 1950 г. от Мидълзбро му предлагат твърде привлекателна оферта, но подписва професионален договор с любимия ФК Фулъм и се мести да живее в Лондон. През март 1956 г. преминава във Уест Бромич, а сумата от 25 000 лири е рекорд за клуб от Албиона по онова време.
Неговата професионална кариера трае почти 20 години, през които играе само за 3 клуба – Фулъм, Уест Бромич и за кратко във Ванкувър Ройълс. Има също 20 мача за Англия, в които отбелязва 4 гола.

## Треньорска кариера
Като треньор дебютира във Фулъм, после отива в Ипсуич (печели Купата на УЕФА. Робсън води „трактористите“ в продължение на 13 години до 1982 година, когато бива назначен за мениджър на националния отбор. От 1987 г. той има почетна роля в клуба, с който спечели Купата на Англия, купата на УЕФА през 1981 г. и два пъти завърши 2-ри в старата Първа дивизия. Става почетен президент на Ипсуич, който играе в английската лига Чемпиъншип. Футболната легенда е първият президент на клуба от Източна Англия от 1987 година насам, когато е починала Лейди Бланш Кобълд – почетен президент на клуба.
През 1981 г. поема и националния отбор на Англия. Първата крачка на Робсън обаче е неуспешна. Специалистът търпи провал в кампанията за Евро 84 във Франция, но въпреки това от ФА му дават още един шанс. Англия на Робсън е близо до полуфинала на световното в Мексико през 1986 година, но се препъва в Диего Марадона на 1/4 финала. Голът с „Божията ръка“ и попадението шедьовър на аржентинския гений се оказват фатални за островитяните, а утешението на цяла Англия е голмайсторският приз на Гари Линекер. На следващото световно в Италия 1990 г. стига до полуфинал, загубен с дузпи срещу Германия, която става световен шампион.
Извън Англия е тренирал ПСВ Айндховен, Спортинг Лисабон и Порто (2 титли през 1995 и 1996 г., Купа на Португалия през 1994 г.), Барселона (КНК през 1997 г.)
Получава Ордена на Британската империя през 1990 г., а от 2002 г. е декориран и с рицарско звание в Бъкингамския дворец.
Приключва треньорската си кариера в Нюкасъл през 2004 г. След близо 5 години начело на отбора Сър Боби Робсън е уволнен след много слаб старт на сезон 2004/2005. През септември е наследен на поста от Греъм Сунес.
През януари 2006 г. Робсън е ангажиран от Ирландската футболна асоциация като консултант на мениджъра на националния отбор Стийв Стонтън, но през ноември 2007 знаменитият английски мениджър решава да прекрати треньорската си кариера на 74-годишна възраст. Причина за решението му са здравословни проблеми. Бившият селекционер на Англия признава, че вече се е предал и губи битката с рака на белия дроб. Докторите му съобщават, че борбата няма да завърши положително.
На 5 август 2008 г. Робсън е приет в болница в Ипсуич, на чийто футболен клуб понастоящем е почетен президент, а на 23 август е опериран от тумор в мозъка.
Умира в Дърам на 31 юли 2009 на 76-годишна възраст след дългогодишна битка с рака.
Автор е на крилатата фраза „Първите 90 минути са най-важни“

## Успехи
Ипсуич
- ФА Къп (1): 1977–78
- Купа на УЕФА (1): 1980-81
- Тексако Къп (1): 1973

 Англия
- Световно първенство - четвърто място (1): 1990
- Роуз Къп (3): 1986, 1988, 1989

 ПСВ Айндховен
- Ередивизие (2): 1990–91, 1991–92

 Порто
- Примейра Лига (2): 1994–95, 1995–96
- Купа на Португалия (1): 1993–94

 Барселона
- Купа на Краля (1): 1996–97
- Суперкопа де Еспаня (1): 1996
- Купа на носителите на купи (1): 1996-97